# Luna 1969C
Luna 1969C fu il secondo tentativo da parte dell'URSS di mandare una sonda sulla Luna e farla tornare sulla Terra.

## La missione
Luna 1969C fu lanciata il 14 giugno del 1969 e probabilmente era simile a Luna 16. La missione fu un insuccesso: lanciata da un razzo Proton non raggiunse mai lo spazio a causa di un malfunzionamento del terzo stadio del vettore.